# Eric Aiken
Eric Aiken est un boxeur américain né le 8 avril 1980 à Marysville, Ohio.

## Carrière
Passé professionnel en 2001, il devient champion d'Amérique du Nord NABA des poids plumes le 20 janvier 2006 puis champion du monde IBF de la catégorie après sa victoire par disqualification au 8e round du brésilien Valdemir Pereira le 13 mai 2006. Aiken est à son tour battu dès le combat suivant par son compatriote Robert Guerrero le 2 septembre 2006.

## Référence
1. ↑  (en) Valdemir Pereira vs. Eric Aiken (boxrec.com)